# Rhadinaea vermiculaticeps
Rhadinaea vermiculaticeps este o specie de șerpi din genul Rhadinaea, familia Colubridae, descrisă de Cope 1860. Conform Catalogue of Life specia Rhadinaea vermiculaticeps nu are subspecii cunoscute.